# Рифат бей конак
Рифат бей конак е ансамбъл от 2 възрожденски къщи в град Гоце Делчев (Неврокоп), България.
Обявен е за паметник на културата с местно значение.

## Описание
Конакът е разположен в Косова махала в западната част на града. Построен е в XIX век за неврокопския турски първенец Рифат бей. В ранните часове на 6 ноември 1968 година къщата пострадва силно от пожар.
Конакът е разположен на три декара парцел и се състои от две сгради – селямлък за мъжете и харемлък за жените, който днес е в руини. В него са запазени уникални възрожденски дърворезби и стенописи във всяка от стаите.
Собственост е на Хенрих Михайлов, кмет на Гоце Делчев от 1990 до 1995 година, чийто дядо Юсеин Чинар е осиновен от Рифат бей.